# Дніпро-Донецька культура

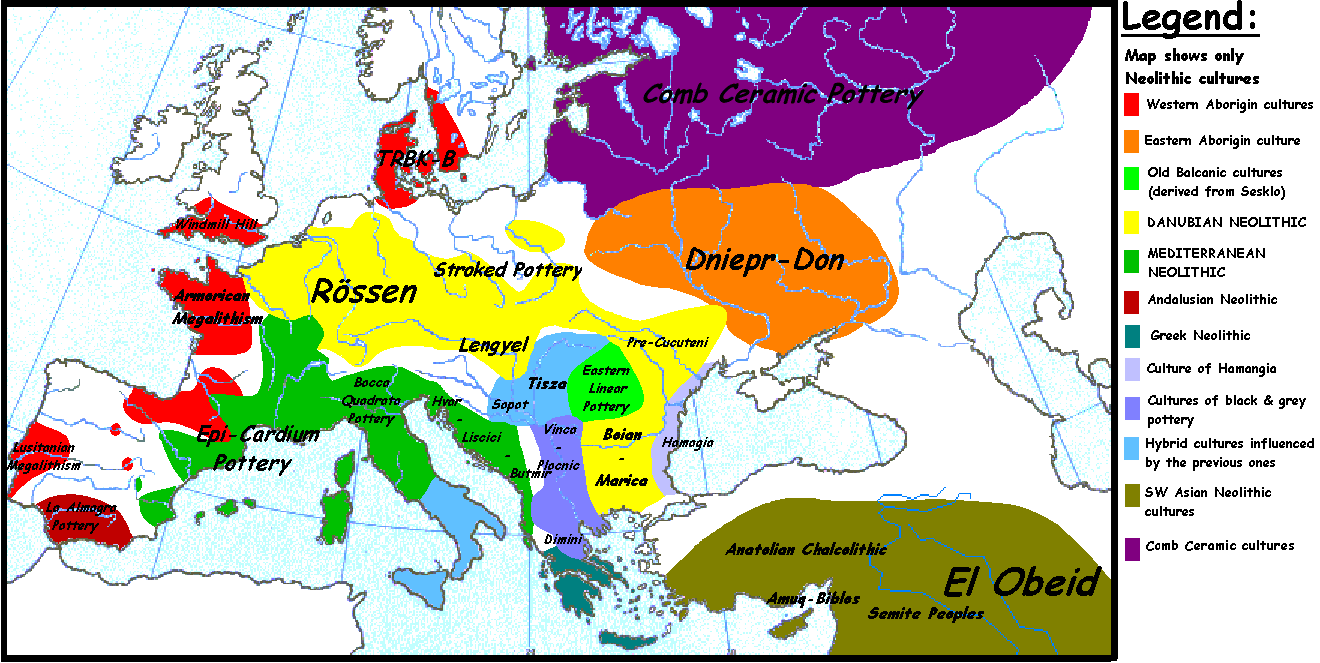
Дніпро-донецька культура відображена помаранчевим кольором на культурній мапі 4-го тис. до н. е.

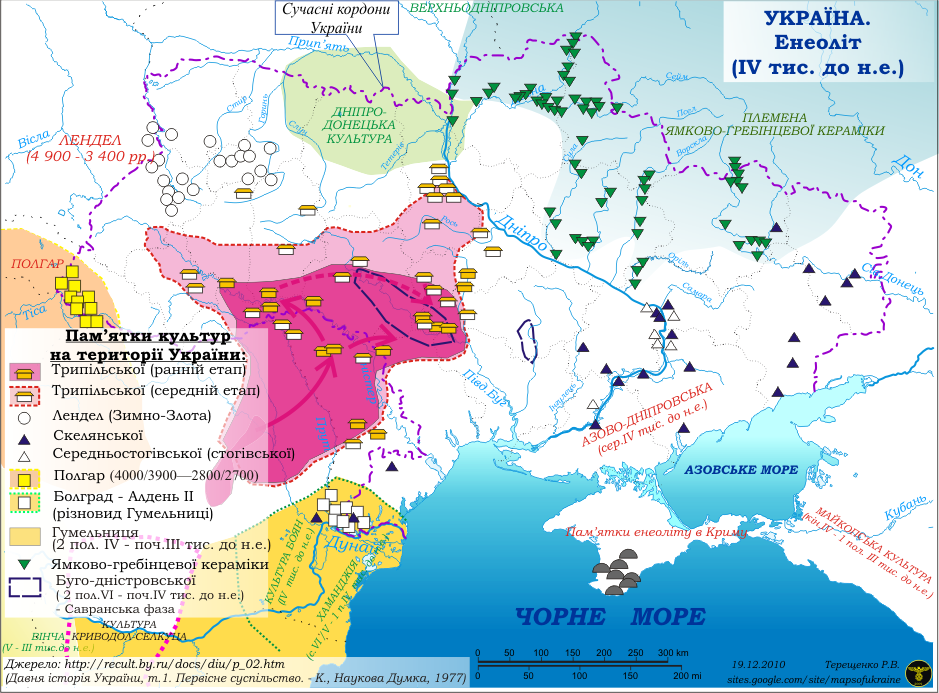
Дніпро-донецька культура у 4 тисячоріччі до Р.Х.

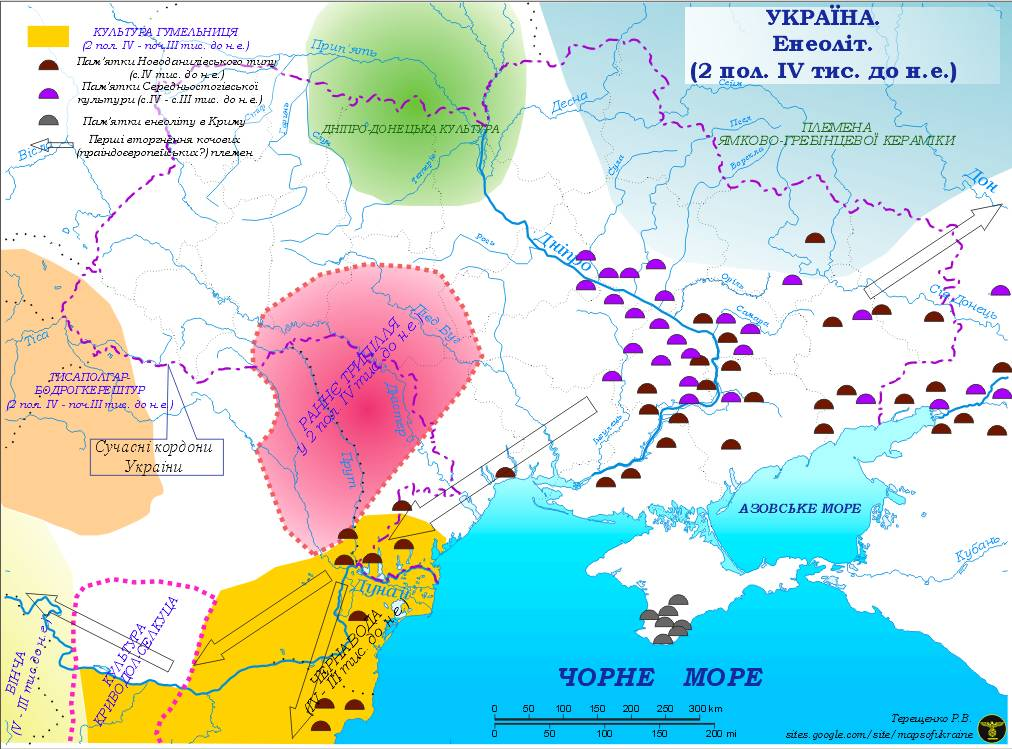
Дніпро-донецька культура у 2-ій половині 4 тисячоріччя до Р.Х.

Дніпро-донецька культура (Дніпро-донецька культурно-історична спільність) — основна за значенням і територією неолітична культура в Україні. Існувала протягом приблизно 2 тисяч років — у VII—V тис. до н. е. Сучасні датування радіовуглецевим методом вказують на такі дати існування цієї культури: 6500 — 4200 рр. до н. е.

## Поширення
Дніпро-донецька культура охоплює все Подніпров'я, середню течію Сіверського Дінця, лісостепове Лівобережжя і Прип'ять. Названа за місцем знаходження перших пам'яток у Подніпров'ї і на Сіверському Дінці. Об'єднує кілька різних за походженням археологічних культур різних ландшафтних регіонів.
На території України та Білорусі відомо понад 200 поселень і 20 могильників цієї культури. Значна кількість поселень і майже всі могильники розкопані. Найвідоміші з них: Вовчок і Собачки у Надпоріжжі, Бондариха і Устя Осколі на Сіверському Дінці, Бузьки на Черкащині, Микільська слобідка (нині в Києві), Грині на Тетереві, Литвин у Білорусі.
Територіально дніпро-донецькі пам'ятки поділяються на кілька варіантів: азово-надпорізький, донецько-лівобережний, черкаський, києво-волинський і рогачівський. Дехто із дослідників, наприклад О. М. Титова, розглядає ці варіанти як окремі археологічні культури, що всі разом становлять одну дніпро-донецьку етнографічну культурну спільність.
Склалася дніпро-донецька культура в середовищі пізньомезолітичних місцевих, насамперед дніпро-прип'ятських, донецьких й, можливо, пізньорогалицьких племен. Вплив до неолітичного розвитку, ймовірно, пішов від ранніх неолітичних культур, зокрема буго-дністровської культури (схожість орнаментальних мотивів на ранньому етапі розвитку культур у селах Завалівка, Микільська слобідка та інших).

## Періодизація
Розрізняють три етапи культури:
- Ранній період характеризують гостродонні горщики з рослинною домішкою в тісті, орнамент — відбитки гребінчатого штампу, прокреслені прямі лінії. Кремінні знаряддя — мікроліти, сокири.

- Середній період — розквіт культури. Горщик здобуває профільовану форму — перегин у верхній або середній частині посудини, виділяється віночок, з'являється плоске дно, у тісті домішка піску. Накольчатий орнамент покриває всю поверхню посудини (іноді й дно). Поширені крем'яні сокири, ножі, наконечники стріл і списів, сланцеві тесла, сокири, «човники». З'являються більші могильники (Деріївський — 161 поховання, Микільський — 83), що не мають зовнішніх ознак.

На середньому етапі відбувається розселення носіїв культури на північ, захід і схід. Пам'ятки розпадаються на кілька культурно-локальних варіантів: надпорізька, києво-черкаська, донецька, волинська, східнополіська, верхньодніпровська, лисогубівська субкультури.
- Пізній період характеризують гостродонні й плоскодонні горщики із прямими або відігнутими вінчиками, зрідка — мисочки, орнамент — відбитки гребінки, ямки, «перлини» у верхній частині посудини, вертикальні зачеси на віночках; деякі знахідки кераміки свідчать про контакти із Трипільськими племенами. В інвентарі відзначені крем'яні ножі, шкребки, наконечники списів, кам'яні тесла.

На заключному етапі розвитку дніпро-донецьких племен їхня територія значно скорочується, а пам'ятки розпадаються на окремі локальні типи.

## Характеристика
Дніпро-донецька культура є неолітичною культурою мисливсько-рибальських племен. Представлена поселеннями й могильниками.

### Населення
Антропологічний тип людей дніпро-донецької культури вивчений досить докладно. Це було високоросле, кремезне, широколице населення так званого пізньокроманьйонського типу.

### Господарство
У поселеннях виявлені залишки заглиблених у землю жител, господарські ями, сліди відкритих вогнищ.
Дніпро-донецькі племена займалися рибальством, полюванням, збиранням, розведенням свійських тварина (бик, свиня), землеробством. Роль скотарства була особливо значною на більш південних територіях Подніпров'я. Про зачатки землеробства свідчать відбитки зерен культурного ячменю, що були виявлені на кераміці з поселення Віта Литовська під Києвом та в комплексах на Волині.
Знайдено знаряддя праці із кременя й каменю: сокири, наконечники стріл і списів, ножі, шкребки й інше.

### Кераміка
Культура характеризується так званою гребінцево-накольчастою керамікою, названою так за основними типами орнаменту. Горщики гостродонні, плоскодонні. Рідко зустрічаються мисочки. У глину, з якої їх виготовляли, часто домішували траву або пісок.

### Поховання
Для дніпро-донецької культури характерні колективні могильники маріупольського типу. Маріупольський могильник був довгою (28 м) та вузькою ямою завглибшки понад 1 метр, де в ряд і кількома ярусами залягало понад 120 поховань, засипаних порошком червоної вохри. Покійники були покладені у випростаному стані на спині, біля них знайдено багато прикрас, вирізьблених з ікла кабана, кістки і каменю, крем'яні ножі, скребки, сокири тощо. У двох випадках при померлих виявлено кам'яні навершя булав досконалої роботи з циліндричним отвором для держака. Тут зустрічаються і перші прикраси з міді.
У Микольському могильнику знайдені мідні вироби; кільце, пронизки, золота пластинчаста підвіска, сокири, ножі, наконечники списів, булави; кераміка в могильниках відсутня.

## Значення Дніпро-донецької культури
Носії традицій Дніпро-донецької культури вплинули на формування донецької неолітичної, тшинецької культури доби бронзи Полісся та нео-енеолітичних культур лісостепового Лівобережжя, зокрема азовсько-дніпровської. За деякими припущеннями можна вважати, що Дніпро-донецька культурна спільність відіграла провідну роль у складанні балто-слов'янського мовного ареалу.
На думку польського лінгвіста Т. Лер-Сплавінського, дніпро-донецька культура відіграла основну роль у становленні слов'янства і була одним із найдавніших компонентів у етногенезі слов'ян.